# Zhoujiadu
Zhoujiadu (chiń. 周家渡站) – stacja metra w Szanghaju, na linii 8. Zlokalizowana jest pomiędzy stacjami Xizang Nan Lu i Yaohua Lu.